# Sojuz TMA-14
La Sojuz TMA-14 è una missione spaziale con equipaggio umano diretta verso la Stazione spaziale internazionale che ha trasportato l'Expedition 19. La navetta è partita verso la stazione spaziale il 26 marzo 2009 alle 11:49 UTC.

## Voci correlate

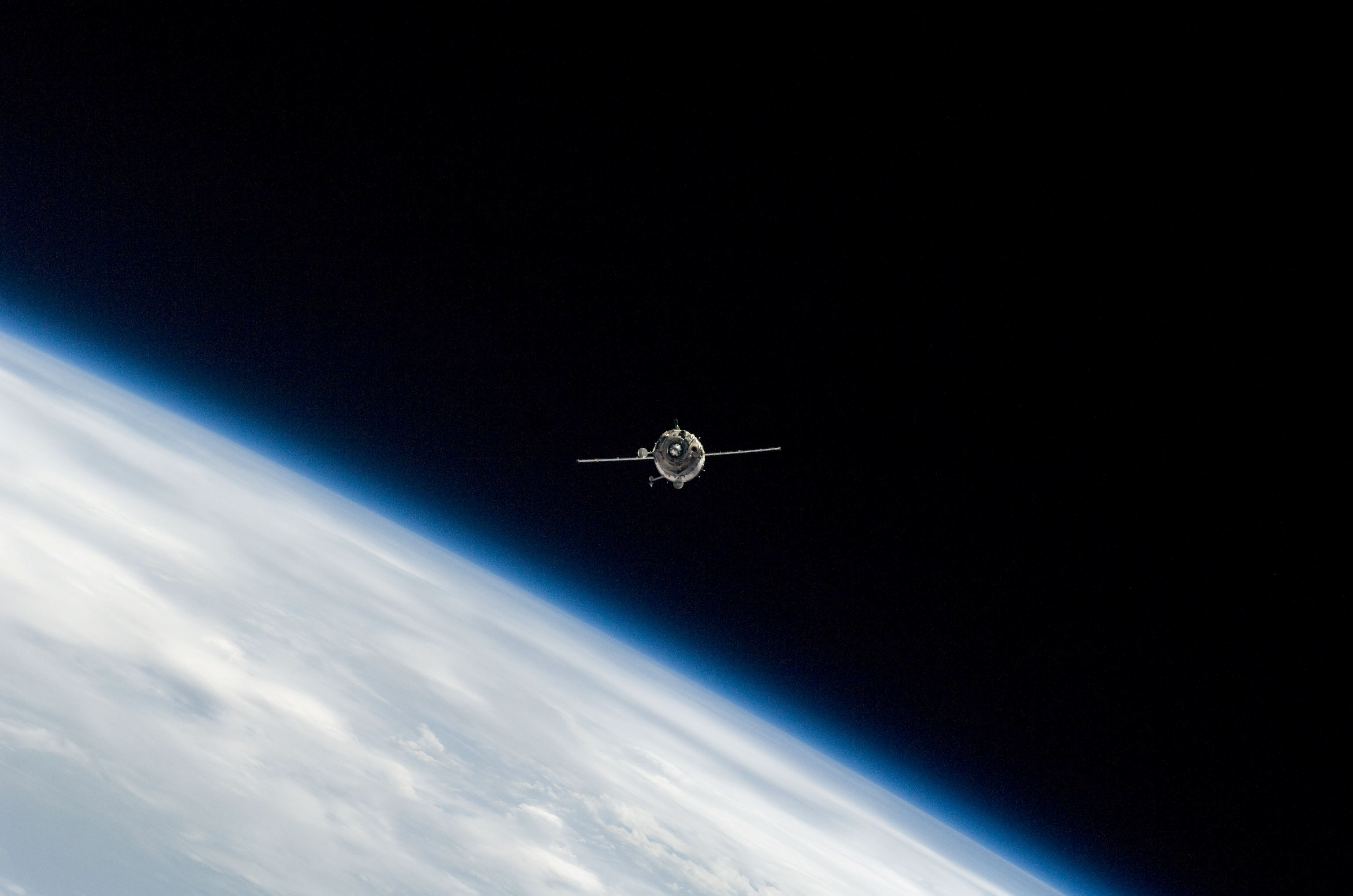
La Sojuz TMA-14 raggiunge la Stazione spaziale internazionale il 28 marzo 2009

## Equipaggio
| Ruolo                | Equipaggio al lancio                                 | Equipaggio all'atterraggio                           |
| -------------------- | ---------------------------------------------------- | ---------------------------------------------------- |
| Comandante           | Gennadij Padalka, Roscosmos Expedition 19 Terzo volo | Gennadij Padalka, Roscosmos Expedition 19 Terzo volo |
| Ingegnere di volo 1  | Michael Barratt, NASA Expedition 19 Primo volo       | Michael Barratt, NASA Expedition 19 Primo volo       |
| Partecipante al volo | Charles Simonyi, SA Turista Secondo volo             | Guy Laliberté, SA Turista Primo volo                 |

### Equipaggio di riserva
| Ruolo                | Equipaggio               | Equipaggio               |
| -------------------- | ------------------------ | ------------------------ |
| Comandante           | Maksim Suraev, Roscosmos | Maksim Suraev, Roscosmos |
| Ingegnere di volo 1  | Jeffrey Williams, NASA   | Jeffrey Williams, NASA   |
| Partecipante al volo | Esther Dyson, SA         | Esther Dyson, SA         |